# Alison Rodriguez
Alison Rodriguez, née le 30 avril 1997, est une joueuse de pétanque française. 

## Biographie
Elle est droitière et se positionne en pointeuse, voire milieu.

## Clubs
- ?-? : APL Firminy (Loire)
- ?-? : Envol d'Andrézieux-Bouthéon (Loire)
- ?-? : Joyeux Cochonnet Cournonnais (Puy-de-Dôme)
- ?-? : Pétanque Arlancoise (Puy-de-Dôme)
- ?- : JP Rumilly (Haute-Savoie)

## Palmarès

### Jeunes

#### Championnats d'Europe
Championne d'Europe espoirs
- Triplette 2015 (avec Anaïs Lapoutge, Audrey Bandiera et Cindy Peyrot) :  Équipe de France[1]
- Triplette 2016 (avec Cindy Peyrot, Caroline Bourriaud et Audrey Bandiera) :  Équipe de France
- Triplette 2018 (avec Céline Lebossé, Emma Picard et Caroline Bourriaud) :  Équipe de France
- Triplette 2019 (avec Céline Lebossé, Emma Picard et Caroline Bourriaud) :  Équipe de France

Troisième
- Triplette 2017 (avec Aurélie Borie, Léa Escoda et Caroline Bourriaud) :  Équipe de France

### Séniors

#### Championnats de France
Championne de France
- Triplette 2015 (avec Angélique Colombet et Cindy Peyrot) : JC Cournon d'Auvergne[2]

#### Mondial La Marseillaise
Vainqueur
- 2018 (avec Céline Lebossé et Caroline Bourriaud)

#### Millau

##### Mondial à pétanque de Millau (2003-2015)
Vainqueur
- Doublette 2015 (avec Cindy Peyrot)[3]

#### EuroPétanque de Nice
Vainqueur
- Triplette 2019 (avec Daisy Frigara et Caroline Bourriaud)

#### Passion Pétanque Française (PPF)
Vainqueur
- Triplette 2019 (avec Céline Lebossé et Caroline Bourriaud)